# Román Kontsedálov
Román Ígorievich Kontsedálov (Bélgorod, Rusia, 11 de mayo de 1986) es un futbolista ruso. Juega de volante y actualmente se encuentra sin equipo. 

## Selección nacional
Ha sido internacional con la selección de fútbol sub-21 de Rusia.

## Clubes
| Club                         | País  | Año       |
| ---------------------------- | ----- | --------- |
| FC Titan Moscow              | Rusia | 2003      |
| Lokomotiv de Moscú           | Rusia | 2004-2009 |
| PFC Spartak Nalchik (cedido) | Rusia | 2005-2006 |
| FC Tom Tomsk (cedido)        | Rusia | 2008      |
| PFC Spartak Nalchik          | Rusia | 2009-2013 |
| FC Mordovia Saransk (cedido) | Rusia | 2012      |
| FC Volga Nizhni Nóvgorod     | Rusia | 2013-2014 |
| FK Anzhí Majachkalá          | Rusia | 2015      |
| FC Energomash Belgorod       | Rusia | 2015      |
| FC Kuban Krasnodar           | Rusia | 2016      |
| FC Energomash Belgorod       | Rusia | 2017      |
| FC Rotor Volgogrado          | Rusia | 2017-2018 |